# Trono Ludovisi

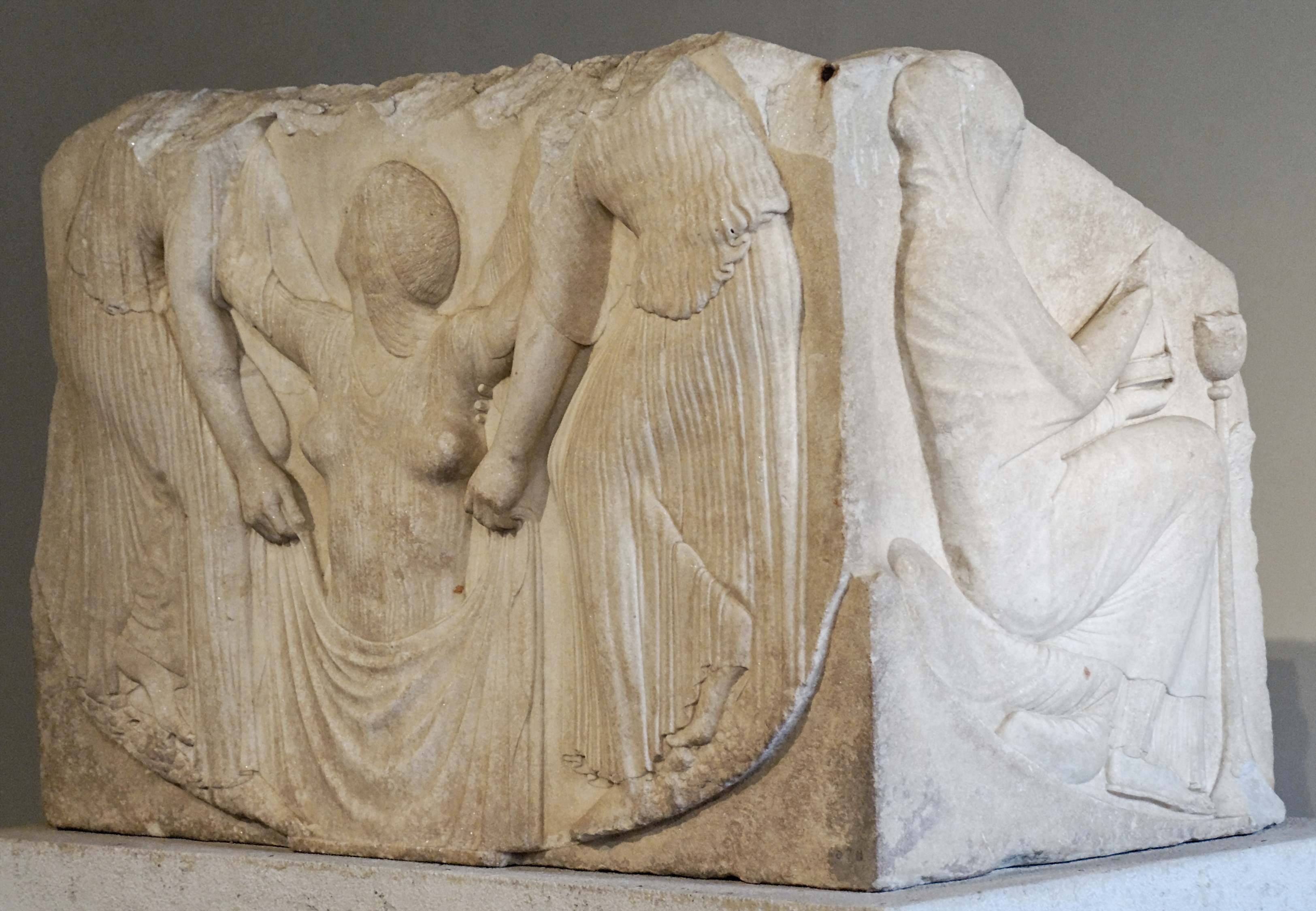
Veduta laterale

Il Trono Ludovisi è un trittico in marmo tasio databile al 460-450 a.C. (sebbene esistano al riguardo anche altre ipotesi) e conservato nel Museo nazionale romano di palazzo Altemps a Roma.

## Storia e descrizione
L'opera fu rinvenuta a Roma nel 1887 durante i lavori di lottizzazione della Villa Ludovisi nell'area corrispondente agli antichi Horti Sallustiani, nei pressi del tempio della Venere Ericina.
Opera singolare, priva di riferimenti simili, è stata molto discussa fin dal momento del suo rinvenimento a causa della forma inconsueta e della tipologia del suo rilievo. La frattura della parte superiore non permette infatti di stabilire con certezza la sua forma originaria e dunque la sua funzione. Alcuni pensano facesse parte del trono di una statua colossale di divinità, forse Venere Ericina. Altri ritengono costituisse la balaustra di una scala, o ancora la parte superiore di un'edicola o di un tempio.

## Descrizione
Il bassorilievo rappresenta sul davanti una figura femminile vestita di chitone sorretta da due Horai che sorreggono anche un leggero velo che in parte nasconde la scena. Sui lati destro e sinistro sono rappresentate due figure sedute su un cuscino: a sinistra una ragazza nuda (etera-ierodula) che suona il diaulos; a destra una donna (sacerdotessa-sposa) con chitone e mantello rialzato sulla testa che pone in un bruciaprofumi grani di incenso presi da una pisside. L'opera è datata al V secolo a.C., tra il 460 e il 450 a.C.
L'interpretazione più accreditata ritiene che il soggetto rappresenti la nascita di Venere (Afrodite) dalla spuma del mare a Cipro. Altri studiosi vi vedono piuttosto Persefone che risale sulla terra dal mondo degli Inferi.
L'interpretazione quale nascita di Afrodite resta indubbiamente la più convincente, sia per la presenza delle Horai, sia per il rapporto con le figure dei rilievi laterali che rappresentano gli aspetti sacro e profano dell'essenza del culto di Afrodite.
Molte sono state le ipotesi sulla destinazione dell'opera. Forse era destinata ad arredo di una statua più grande sempre dedicata a Venere. Alcuni studiosi, in base a considerazioni stilistiche e alle sorprendenti analogie con i celebri pinakes locresi della Mannella, l'hanno indicato come proveniente dal santuario di Afrodite a Locri Epizefiri, in Calabria, in ambiente magno-greco.  
Un frammento di pínax, quadretto votivo in terracotta del 470-60 a. C.circa rinvenuto nel tempio di Persefone in contrada Mannella presso Locri e attualmente nel Museo nazionale della Magna Grecia a Reggio Calabria, mostra parte di una figura femminile pressoché identica a una delle due donne rappresentate sui lati del Trono Ludovisi. 
L'archeologa Margherita Guarducci. ha suggerito l’ipotesi affascinante che interpreta il trono Ludovisi come una specie di parapetto montato davanti alla fossa ritrovata nel tempio in contrada Marasà (Locri Epizefiri), in funzione di una sacra rappresentazione: una volta all’anno, in occasione delle feste in onore di Afrodite, un sacerdote si metteva nella fossa e sollevava la statua della dea alle spalle di questo monumento, inscenando quindi la nascita di Afrodite all’interno del suo tempio. L’ipotesi è suggerita dalle dimensioni del trono, che coincidono con quelle della fossa, e dalla datazione al 460 a.C., che anche in questo caso coincide con l'epoca in cui era in funzione il tempio.

## Dubbi sull'autenticità
Alcuni critici, tra i quali Federico Zeri, hanno sostenuto che il trono è un falso realizzato nell'Ottocento; secondo esperti di scultura di area genovese, l'autore potrebbe essere Santo Varni.
L'opera presenta affinità con un altro trittico, il trono di Boston, forse ritrovato nello stesso luogo del trono Ludovisi oppure opera della medesima bottega ottocentesca, oggi esposto al Museum of Fine Arts di Boston.

## Galleria d'immagini

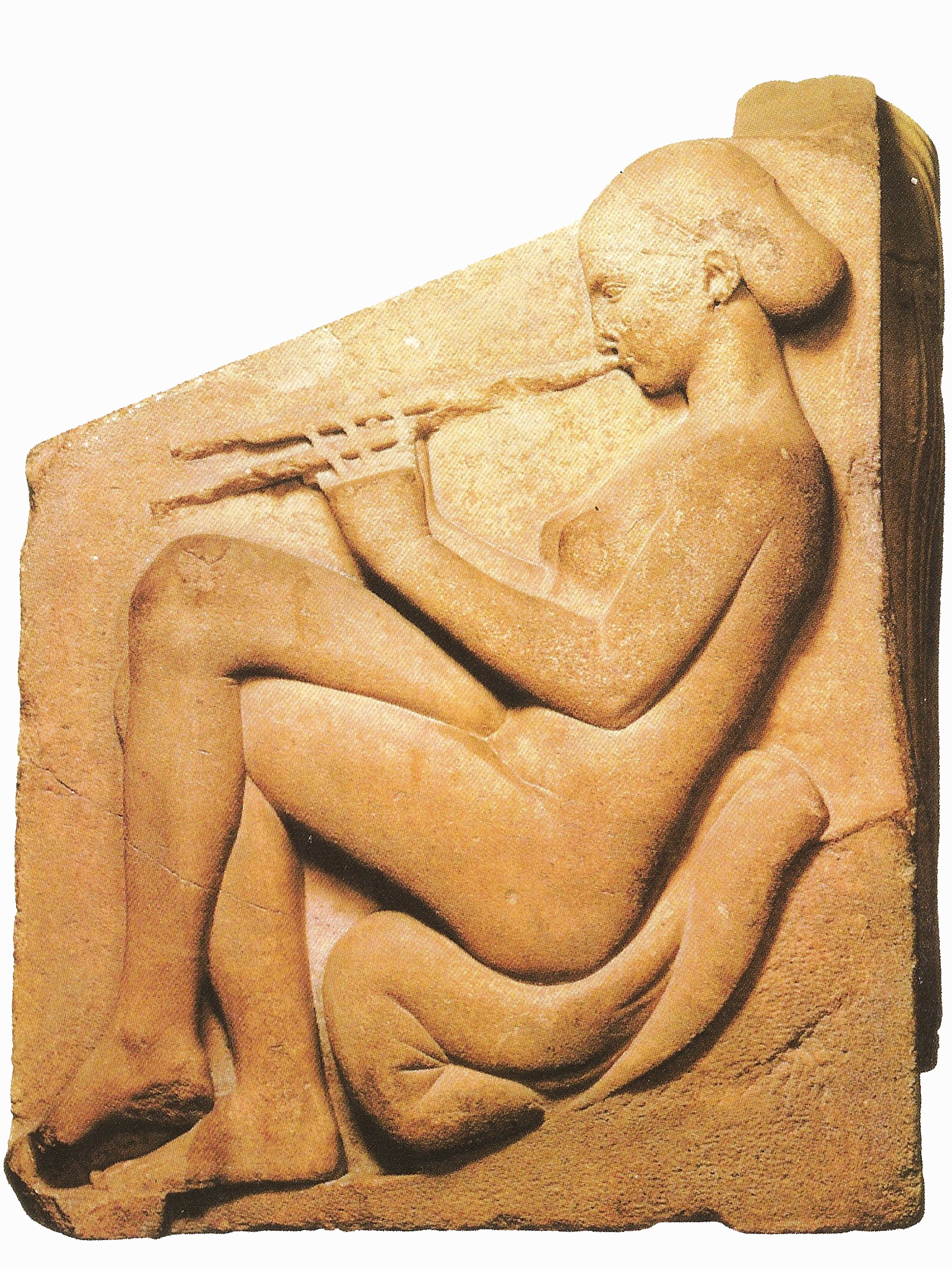
Lato sinistro
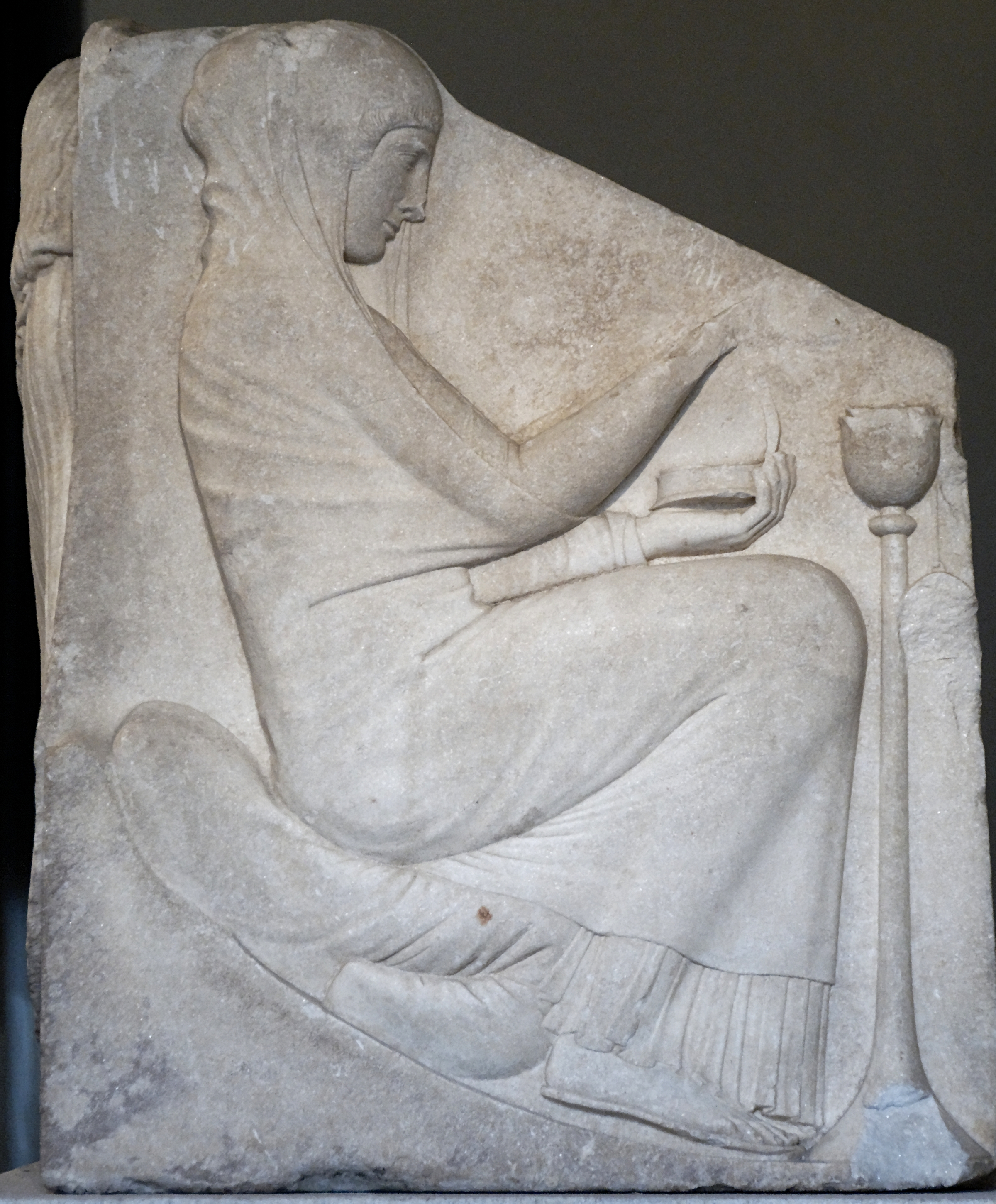
Lato destro